# سیدی نعمان (استان مدیه)
سیدی نعمان (استان مدیه) (به عربی: سیدی نعمان) یک شهرداری در الجزایر است که در استان مدیه واقع شده‌است. سیدی نعمان ۲۱٬۴۷۸ نفر جمعیت دارد.